# Clos du Clocher
Le Clos du Clocher est un vin rouge français de l’appellation d’origine contrôlée (AOC) Pomerol, dans la région viticole de Bordeaux.
Situé sur le plateau, il appartient à la famille Bourotte-Audy depuis 1924.

## Histoire
À partir des années 1920, le négociant et propriétaire Jean-Baptiste Audy, est à la recherche de parcelles sur la partie haute de Pomerol, appelée le plateau. Sa famille, originaire du plateau de Millevaches en Corrèze, comme de nombreuses autres familles du vin à Bordeaux, — les négociants de « Meymac-près-Bordeaux » — est déjà présente depuis 1870 dans le Bordelais (Château Jonqueyres à l’origine, puis Château Clinet, Château Brondeau, Château du Courlat, Château La Cabanne…).

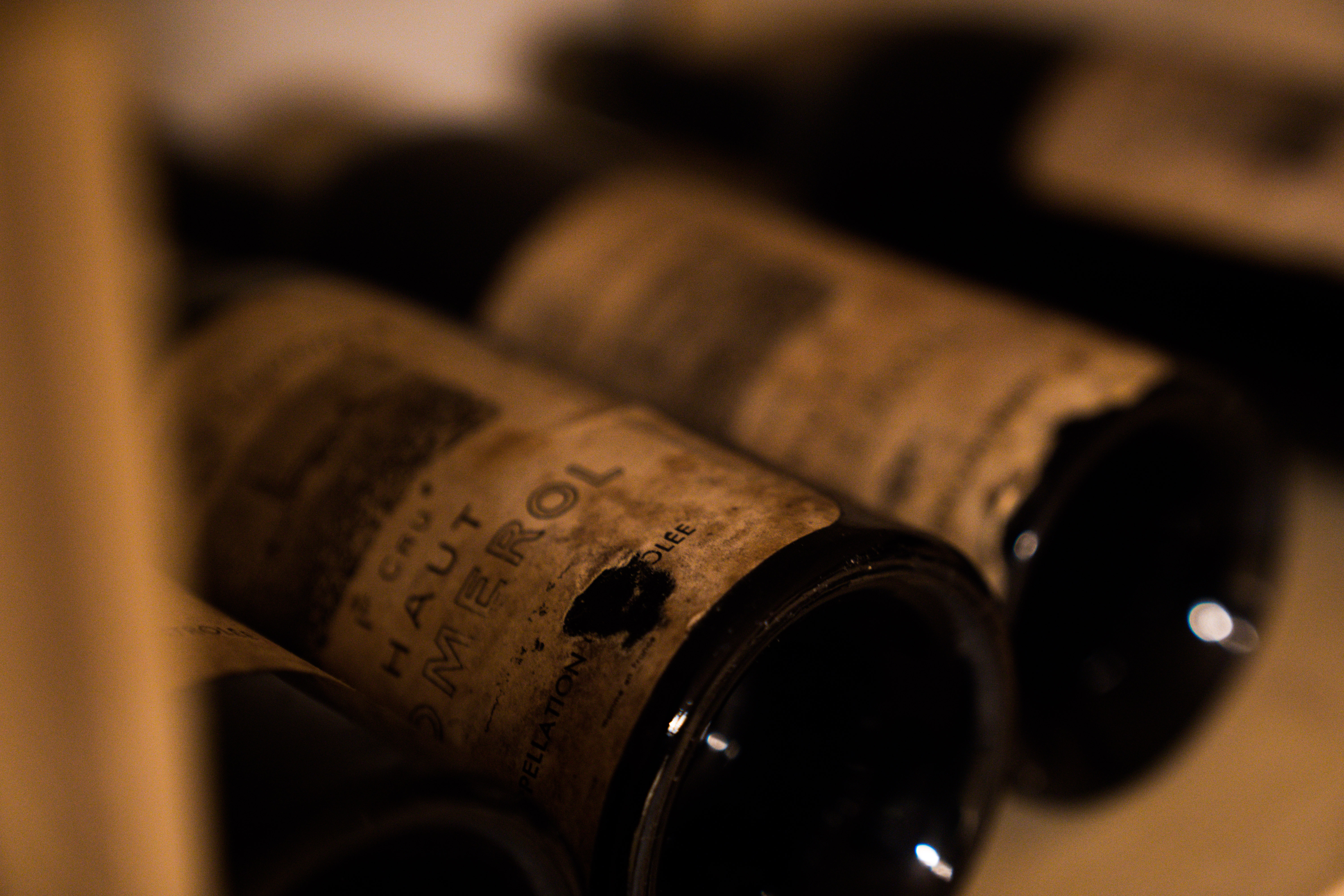
Vieux millésimes au caveau du domaine. 1er Cru Haut Pomerol.

En 1924, puis en 1931, il en acquiert deux aux lieux-dits La Fleur Petrus et Trotanoy. Leur proximité avec l’église inspire le nom de Clos du Clocher.
Le Clos du Clocher apparaît dans l’édition 1929 du Cocks et Féret, dans lequel les auteurs le citent parmi les meilleurs Grands Crus de Pomerol. Les étiquettes font apparaître la mention 1er Cru Haut Pomerol, selon l’habitude de l’époque de distinguer les vins du plateau (Haut-Pomerol) des autres vins de l’appellation. Dès cette époque, et contrairement aux habitudes, la production est en grande partie mise en bouteilles par le château.
L’acquisition d‘une autre parcelle, voisine des Château Petit-Village et Château Beauregard, porte la superficie totale à 5,90 hectares, et permet notamment la construction de bâtiments.

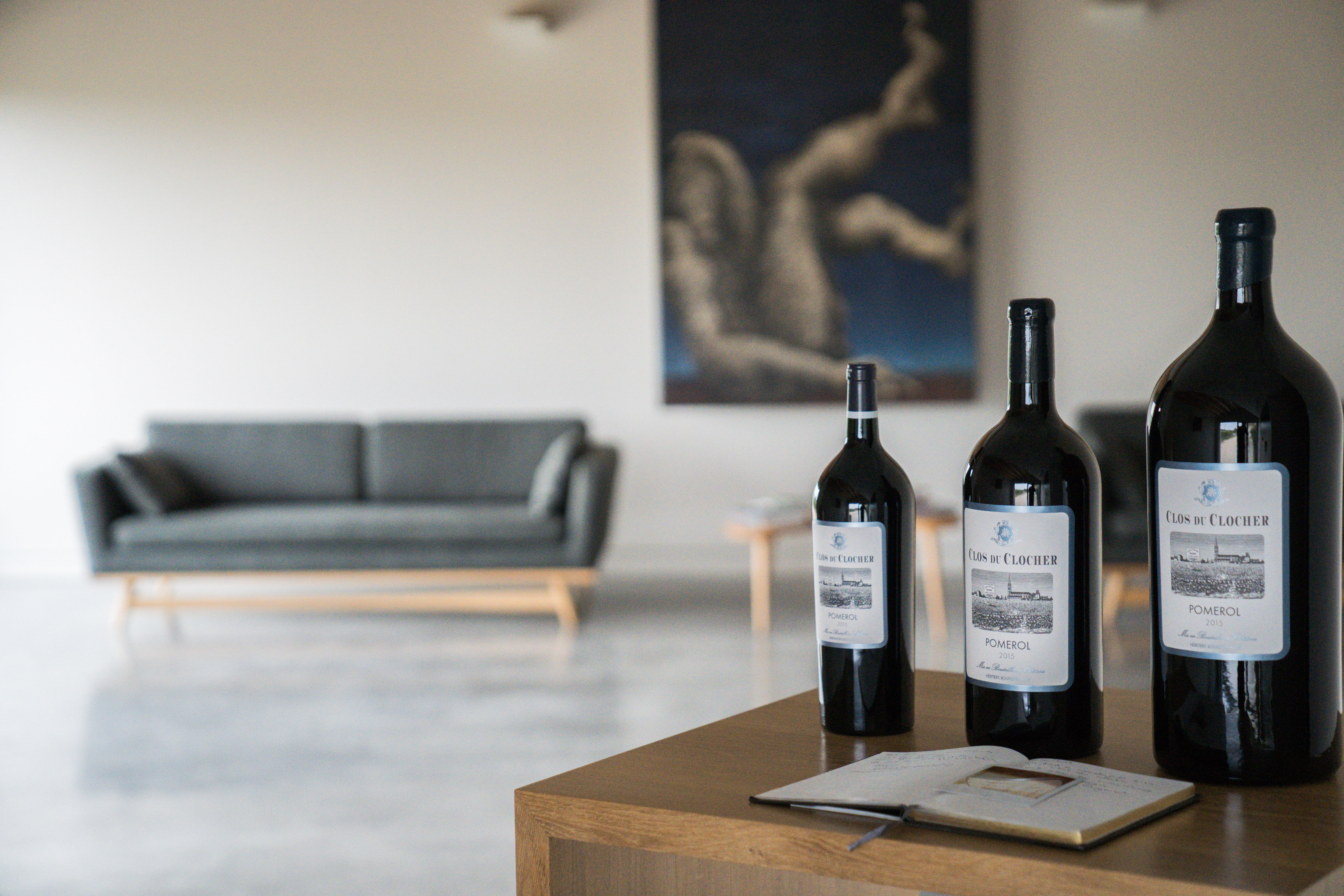
Clos du Clocher 2019.

De 1961 à 1998, le domaine appartient à Jean Audy, fils de Jean-Baptiste, et à ses filles. Le millésime 1983 est servi au Jubilé de la reine Elizabeth II (un autre Pomerol, Petrus avait été servi lors de son banquet de mariage).
En 1998, Pierre Bourotte, petit-fils de Jean-Baptiste Audy, et neveu de Jean, rachète une partie du domaine et le gère jusqu’en 2005.
C’est son fils, Jean-Baptiste Bourotte, diplômé de HEC Paris et titulaire d’un diplôme Universitaire de la Faculté d’œnologie de l'Université Bordeaux II qui dirige aujourd’hui le domaine,. Il en est propriétaire, avec sa sœur, après avoir racheté, en 2016, les parts jusque-là encore détenues par une des filles de Jean Audy.
La famille Bourotte est également propriétaire du Château Bonalgue (Pomerol), Château Les Hauts-Conseillants (Lalande de Pomerol), Château du Courlat (Lussac-Saint-Emilion) et de la maison de négoce du fondateur, Jean-Baptiste Audy SAS, située Quai du Priourat à Libourne et spécialiste des vins de Bordeaux.

## Vignoble

Le domaine du Clos du Clocher

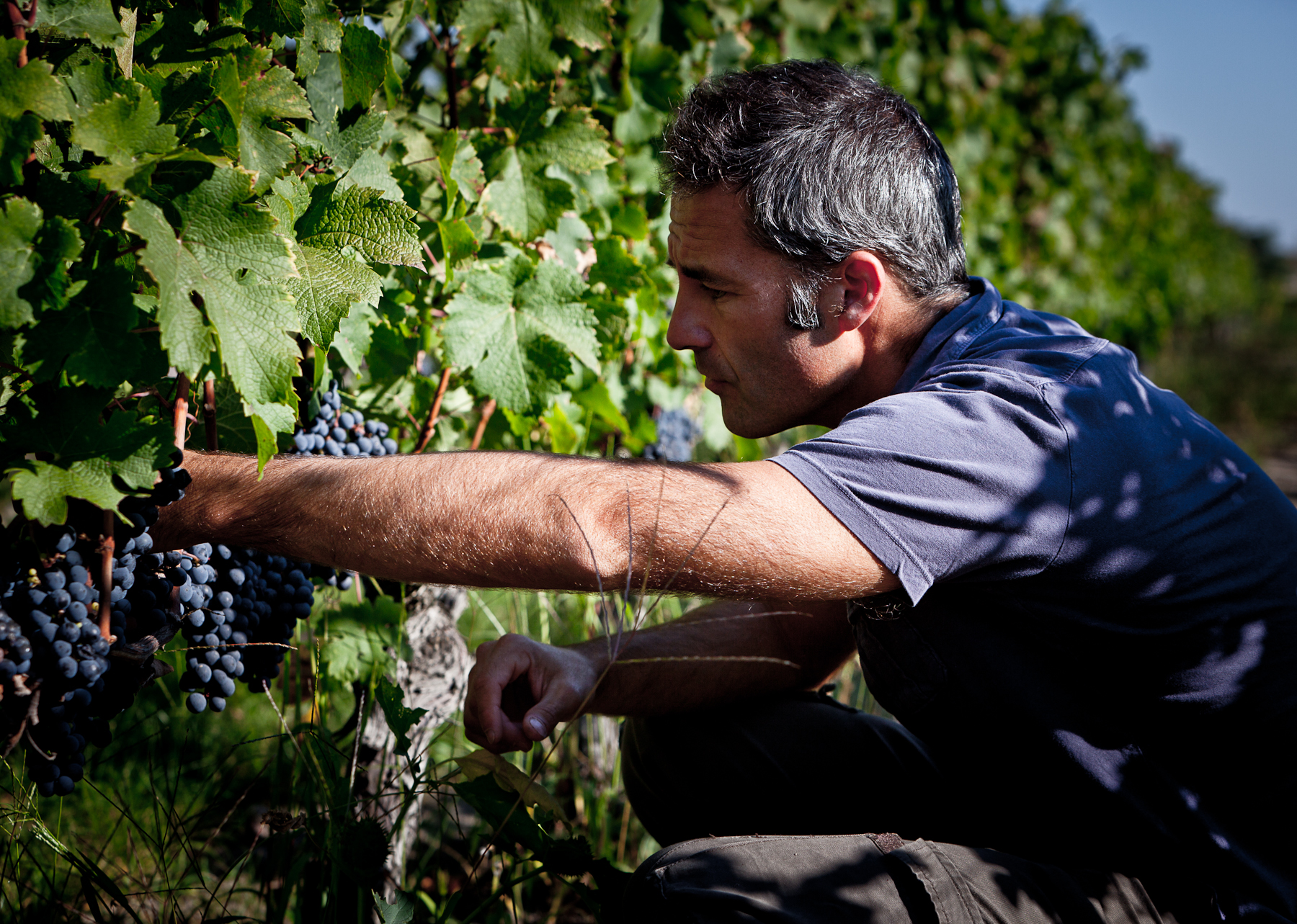
Jean-Baptiste Bourotte dans les vignes du Clos du Clocher.

Pomerol, bien que l'une des plus petites appellations de Bordeaux en superficie, et ne faisant pas partie de la classification officielle des vins de Bordeaux de 1855, produit parmi les plus grands vins de Bordeaux,.
Le Clos du Clocher est composé de deux parcelles distantes de 150 mètres, à 300 mètres au sud de l'église, sur le plateau de Pomerol qui s'étend au nord-Est de Libourne et jusqu'à la limite ouest de Saint-Émilion.
Les vignes s'étagent de 33 à 38 mètres, proches du point culminant de l'appellation appelée la Boutonnière (40 mètres).
La composition du sol est typique du plateau de Pomerol : graves et argile bleue riche en fer. Cette argile très élastique retient l'eau et offre à la plante une alimentation régulière, même en cas de sécheresse, permettant une plus grande indépendance par rapport aux aléas climatiques.
L'encépagement est composé de 70 % de merlot et 30 % de cabernet franc. L'âge moyen des vignes est élevé, avec des pieds de plus de 60 ans.

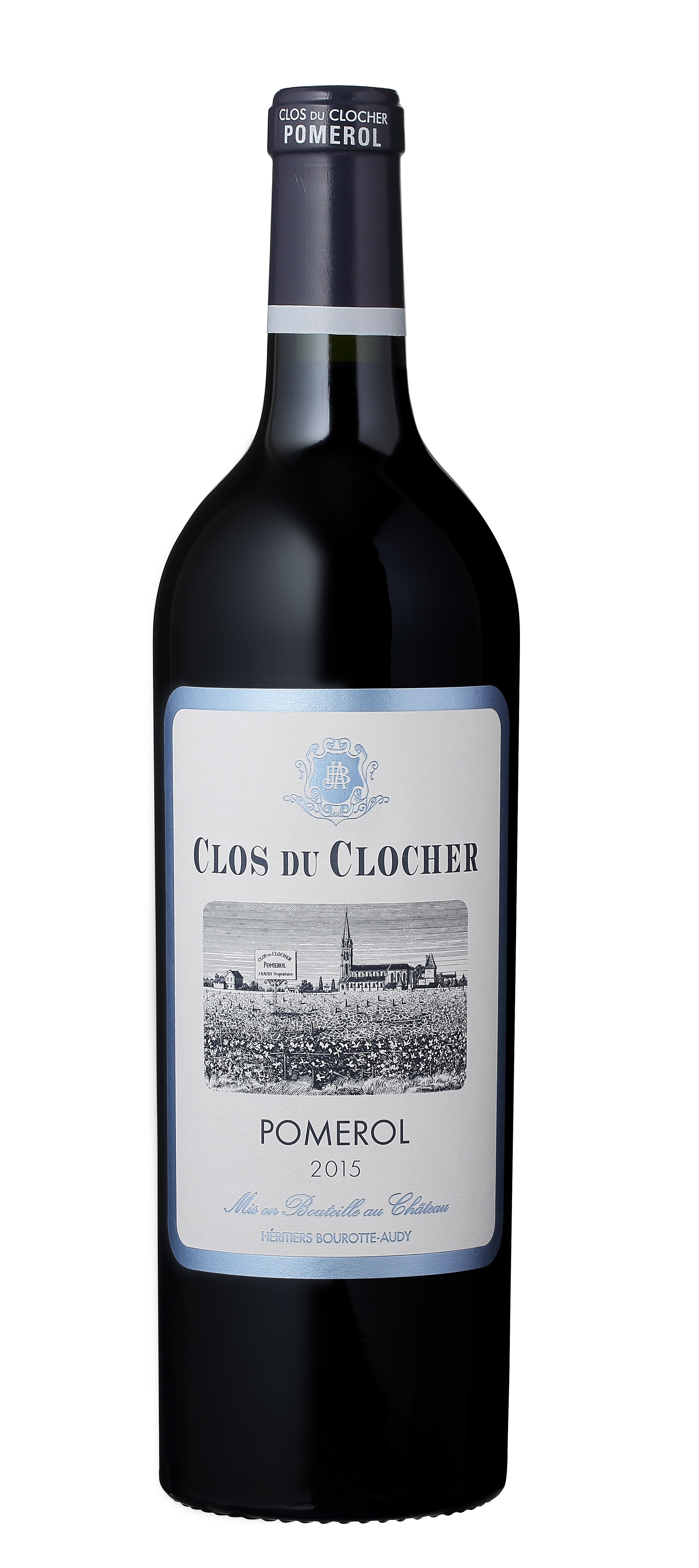
Clos du Clocher 2015.

De 1995 à 2004, la direction technique est confiée à Ludovic David. De 2005 à 2008, c’est Lucas Leclercq, qui épaule Jean-Baptiste Bourotte. En 2009, la jeune œnologue et ingénieur agronome, Cécile Dupuis, est nommée directrice technique,,. En 2020, c'est l'œnologue et ingénieur agronome Mathieu Bonté qui prend la direction technique du domaine.
La production annuelle est d'environ 20 000 bouteilles. La société civile du Clos du Clocher produit également environ 8 000 bouteilles annuelles d'un autre vin, le Château Monregard La Croix, sur une parcelle plus sableuse, en bordure du plateau.

## Vins et classement
Les vins du Clos du Clocher sont très reconnaissables et typiques du plateau de Pomerol, : profondeur et longueur, puissance et velours des tanins, arômes de violette, fruits noirs, truffe, tabac… 
Plusieurs journalistes internationaux spécialisés donnent régulièrement leurs impressions sur les vins de ce cru, comme Robert Parker qui le classe 12e des Pomerol en 2019 ou Chris Kissack qui le classe 5e,. Il obtient une note de 16/20 au classement des Bordeaux 2019 du Point.

## Commercialisation

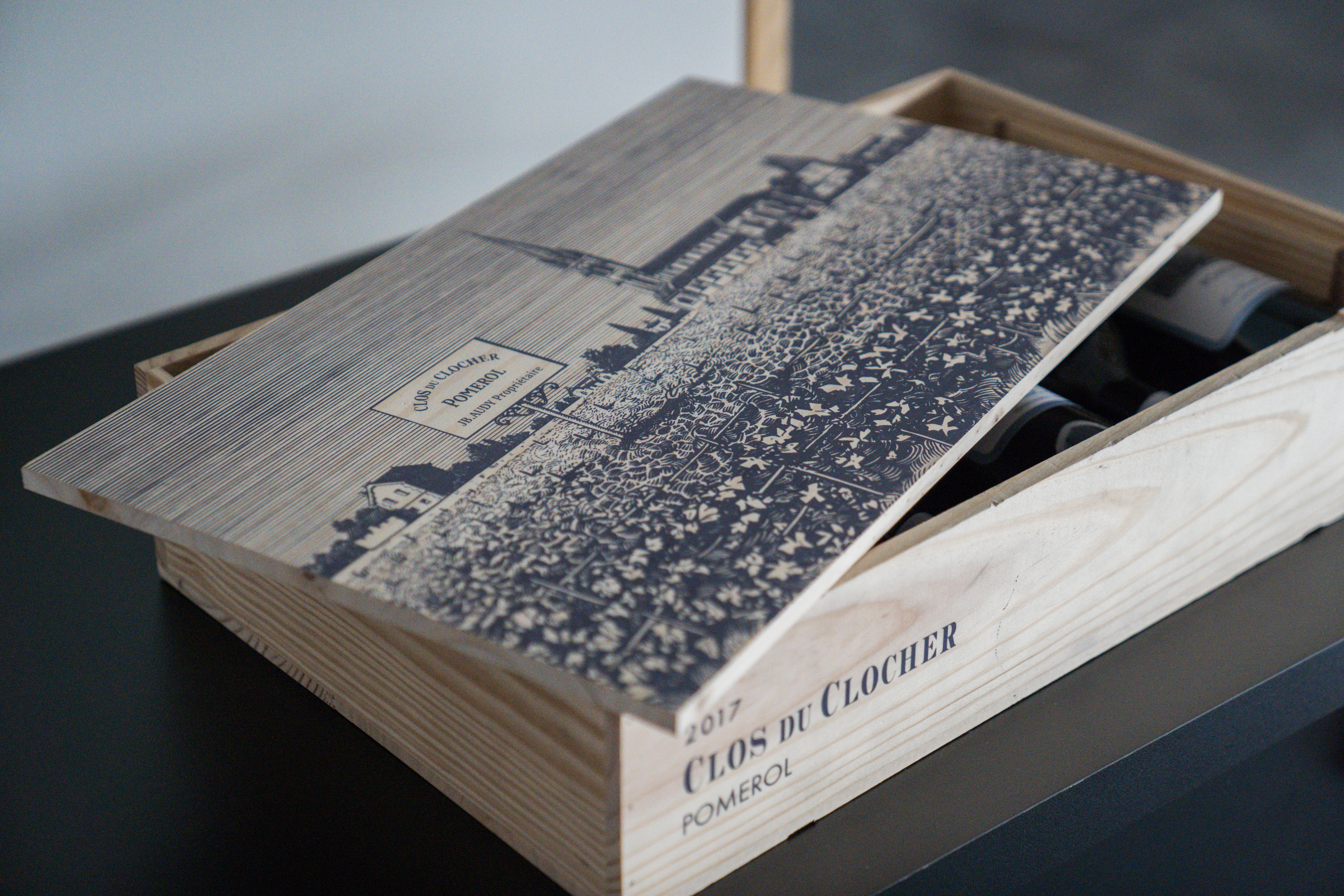
La caisse bois sans clous.

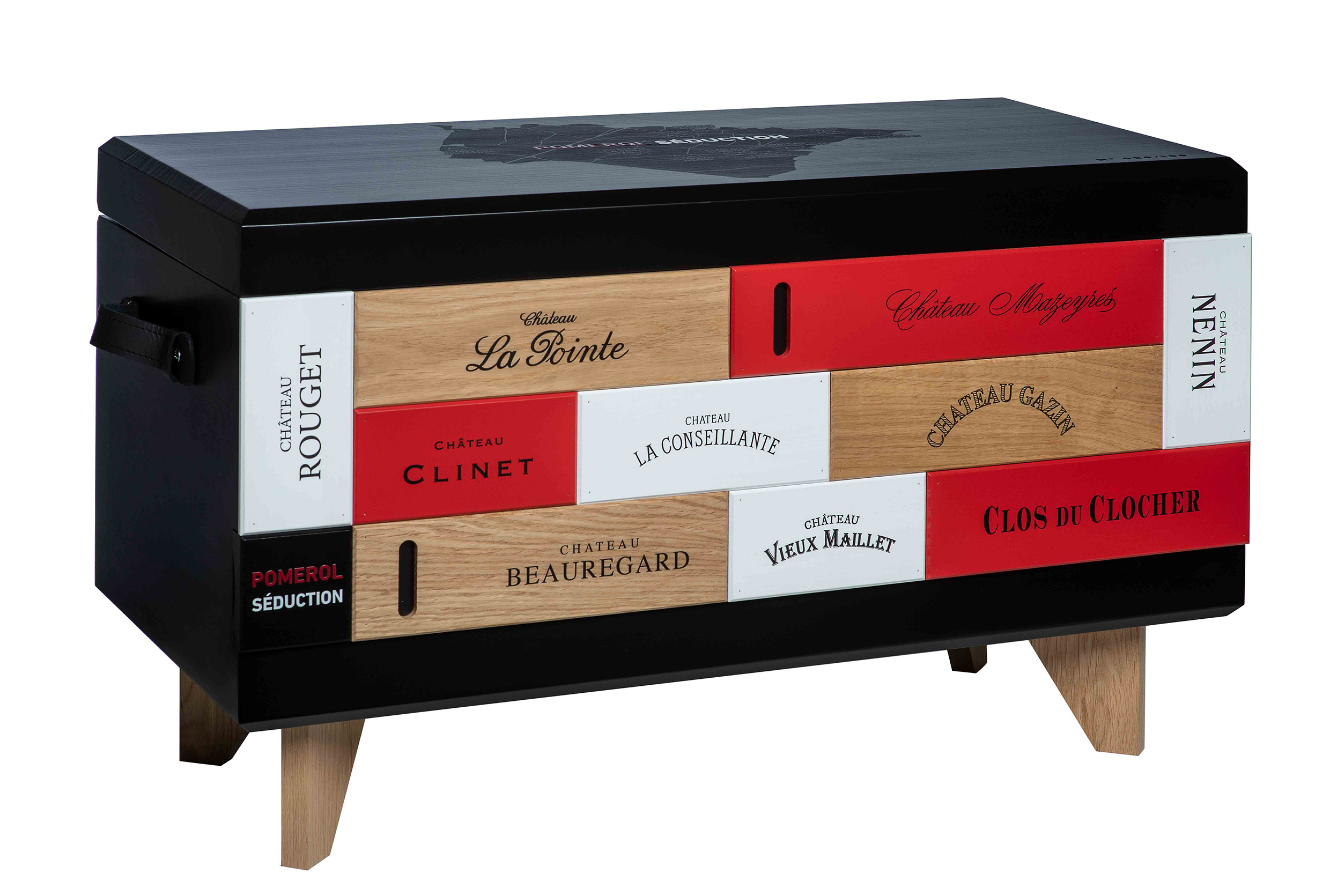
Coffret Pomerol Séduction - 100 pièces dans le monde.

L’étiquette a été retouchée en 2015 ; elle reprend l’étiquette originelle de 1924 avec la gravure de la parcelle devant l’église de Pomerol. Une technique de dorure spécifique à l'argent en rend la contre-façon très compliquée.
Depuis 2017, les vins sont distribués dans une caisse en bois sans clous. Ce procédé mis en place avec la caisserie Adam, permet d’ouvrir la caisse facilement et de conserver l’étampe intacte.
Le Clos du Clocher fait partie de l’association Pomerol Séduction qui regroupe dix domaines de Pomerol : Château Beauregard, Château Clinet, Clos du Clocher, Château La Conseillante, Château Nénin, Château Gazin, Château La Pointe, Château Mazeyres, Château Rouget, Château Vieux Maillet,,.
Pour le millésime 2016, ces dix crus ont produit un coffret en édition limitée et numérotée de 100 pièces qui s’est vu décerner le prix du coffret d’exception au concours Formes de Luxe du salon Luxe Pack 2019.
Le domaine est également membre de l’association Bordeaux Oxygène, groupement de 20 vignerons de plusieurs appellations bordelaises,,,,.